# Иррадиация (физиология)
Иррадиация (лат. irradiare — освещаю лучами, сияю) — распространение нервных процессов (возбуждения или торможения) в головном мозге от первоначального очага на соседние и отдаленные. Процесс иррадиации помогает приспособиться к схожим ситуациям по аналогии, совершенствовать ответные реакции благодаря задействованию сразу нескольких отделов мозга в ответ на один стимул (делает условный рефлекс обобщенным). Иррадиация возникает лишь в ответ на сильные или длительные стимулы, слабые стимулы не вызывают процесса иррадиации или действуют только на ближайшие от первоначального участки головного мозга.
И. П. Павлов использовал понятие иррадиации для объяснения нейрофизиологических процессов образования условных рефлексов. Противоположный процесс в физиологии называется концентрация.

## Процесс иррадиации
Иррадиация возможна благодаря свойству нейронов устанавливать многочисленные синаптические связи друг с другом (это свойство называют "Принцип дивергенции" (в физиологии)). Чем сильнее первоначальный стимул, тем больше нейронов задействуются в процессе распространения (иррадиации), таким образом один нейрон (направляя импульс в головой мозг) может вовлечь в работу несколько тысяч других.
Иррадиация (распространение) проявляется как рефлекторный ответ нервных центров, которые изначально не были задействованы, т.е. реакция на стимул идет уже не из одного первоначального очага возбуждения, а от нескольких отдаленных. Таким образом, благодаря процессу иррадиации различные отделы головного мозга приобретают функциональные связи (условные рефлексы).
Процессы иррадиации сильно выражены у детей, особенно в раннем возрасте, так как чем изначально слабее временные связи, тем легче возникает процесс иррадиации.

## Виды иррадиации
Иррадиация возбуждения -  распространение процесса возбуждения от первоначального очага на другие отделы.  Происходит генерализация условных рефлексов как ответная реакция на все сигналы похожие на первоначальный условный, например, хорошее настроение распространяется на все, что человеком воспринимается - счастливому "все улыбается", в плохом настроении также "раздражает все и вся".
При иррадиации возбуждения повышается тонус коры головного мозга, что в патологических случаях приводит к обостренным реакциям на незначительные раздражители, скачкам мыслей. Характерный пример иррадиации возбуждения по всем участкам мозга можно наблюдать при споре людей: постепенно вслед за возбуждением речевых зон, подключаются другие двигательные зоны (жесты, интенсивная ходьба или даже агрессивные действия), а также при долгожданной встрече с близкими, где люди одновременно улыбаются, плачут, говорят, прыгают, обнимаются. Или классический пример отрицательного действия иррадиации возбуждения: образование фобий, где первоначальная реакция на стимул (злая собака) распространяется (иррадирует) на схожие (мягкая игрушка, картинка собаки, мех и т. д.).
Иррадиация торможения - распространение процесса торможения от первоначального очага на другие отделы (пример, переход ко сну). После нескольких удачных попыток обмануть партнера в спорте движением мяча, партнер не только не пытается поймать мяч, но и не меняет позы, не двигается - произошла иррадиация торможения. 
В прикладном значении, знание, например, педагогом особенностей процесса иррадиации возбуждения помогают избежать сильных раздражителей препятствующих концентрации внимания, и наоборот, избегать сильно монотонных уроков, которые способствуют иррадиации торможения и вызывают сонливость, что впоследствии будет повторяться в схожих ситуациях.
Вслед за процессом иррадиации идет процесс концентрации.